# Hokej na lodzie na Zimowych Igrzyskach Olimpijskich 1932
Hokej na lodzie na zimowych igrzyskach olimpijskich 1932 – 4. edycja turnieju olimpijskiego oraz 6. edycja mistrzostw świata organizowana przez IIHF, która odbyła się po raz pierwszy w Stanach Zjednoczonych. Turniej odbył się w dniach 4–13 lutego, a miastem goszczącym najlepsze drużyny świata był Lake Placid.

## Formuła
Turniej został rozegrany systemem kołowym, w którym zespoły rozegrały po dwa mecze z każdym przeciwnikiem. Mistrzem olimpijskim została reprezentacja Kanady, wicemistrzem olimpijskim reprezentacja Stanów Zjednoczonych, natomiast brązowy medal wywalczyła reprezentacja Rzeszy Niemieckiej, a reprezentacja Polski zakończyła turniej na ostatnim 4. miejscu, nie zdobywając medalu. W turnieju wzięły udział tylko cztery reprezentacje z powodu kryzysu gospodarczego, który nie pozwolił na rywalizację wielu europejskim reprezentacjom. Tylko reprezentacja Polski i reprezentacja Rzeszy Niemieckiej zdołały wysłać swoich zawodników na turniej, choć oni za część podróży zapłacili z własnej kieszeni.

## Finał
| Lp. | Drużyna           | M | Mecze | Mecze | Mecze | Bramki | Bramki | Bramki | Pkt |
| Lp. | Drużyna           | M | W     | R     | P     | +      | -      | +/−    | Pkt |
| --- | ----------------- | - | ----- | ----- | ----- | ------ | ------ | ------ | --- |
| 1.  | Kanada            | 6 | 5     | 1     | 0     | 32     | 4      | +28    | 11  |
| 2.  | Stany Zjednoczone | 6 | 4     | 1     | 1     | 27     | 5      | +22    | 9   |
| 3.  | Rzesza Niemiecka  | 6 | 2     | 0     | 4     | 7      | 26     | −19    | 4   |
| 4.  | Polska            | 6 | 0     | 0     | 6     | 3      | 34     | −31    | 0   |

Wyniki
| 4 lutego 1932 | Kanada | 2:1 pd. | Stany Zjednoczone | James B. Sheffield Olympic Skating Rink, Lake Placid |

| Godzina: 11:00 | Simpson 53:36 Lindqvist 67:14 | (0:0, 0:1, 1:0, 1:0) | 22:05 Everett | Sędzia główny: Lou Marsh Sędziowie liniowi: Donald P. Sands |
| Godzina: 11:00 | 2 min.                        |                      | 2 min.        | Sędzia główny: Lou Marsh Sędziowie liniowi: Donald P. Sands |

| 4 lutego 1932 | Rzesza Niemiecka | 2:1 | Polska | Jack Shea Arena, Lake Placid |

| Godzina: 14:45 | Jaenecke 20:12 Schröttle 40:22 | (0:0, 1:1, 1:0) | 30:25 Al. Kowalski | Sędzia główny: Lou Marsh Sędziowie liniowi: Donald P. Sands |
| Godzina: 14:45 | 3 min.                         |                 | 5 min.             | Sędzia główny: Lou Marsh Sędziowie liniowi: Donald P. Sands |

| 5 lutego 1932 | Stany Zjednoczone | 4:1 | Polska | James B. Sheffield Olympic Skating Rink, Lake Placid |

| Godzina: 10:00 | Bent 2:15 Cookman 23:15 Cookman 30:16 Garrison 54:55 | (1:0, 2:0, 1:1) | 42:16 A. Kowalski | Sędzia główny: Lou Marsh Sędziowie liniowi: Donald P. Sands |
| Godzina: 10:00 | 1 min.                                               |                 | 4 min.            | Sędzia główny: Lou Marsh Sędziowie liniowi: Donald P. Sands |

| 6 lutego 1932 | Kanada | 4:1 | Rzesza Niemiecka | Jack Shea Arena, Lake Placid |

| Godzina: 10:00 | Monson 2:02 Monson 14:44 Malloy 29:16 Wise 32:37 | (2:0, 2:0, 0:1) | 53:58 Herker | Sędzia główny: Lou Marsh Sędziowie liniowi: Donald P. Sands |
| Godzina: 10:00 | 3 min.                                           |                 | 3 min.       | Sędzia główny: Lou Marsh Sędziowie liniowi: Donald P. Sands |

| 7 lutego 1932 | Kanada | 9:0 | Polska | Jack Shea Arena, Lake Placid |

| Godzina: 14:45 | Rivers 10:45 Rivers 12:04 Lindqvist 23:15 Monson 23:38 Monson 32:48 Harold Simpson 33:54 Harold Simpson 34:52 Malloy 46:42 Hinkel 51:59 | (2:0, 5:0, 2:0) |        | Sędzia główny: Lou Marsh Sędziowie liniowi: Donald P. Sands |
| Godzina: 14:45 | 2 min. |                 | 1 min. | Sędzia główny: Lou Marsh Sędziowie liniowi: Donald P. Sands |

| 7 lutego 1932 | Stany Zjednoczone | 7:0 | Rzesza Niemiecka | Jack Shea Arena, Lake Placid |

| Godzina: 20:15 | Everett 0:37 Chase 0:57 Chase 2:38 Nelson 24:30 Palmer 34:58 Palmer 53:42 Palmer 54:59 | (3:0, 3:0, 2:0) |        | Sędzia główny: Lou Marsh Sędziowie liniowi: Donald P. Sands |
| Godzina: 20:15 | 1 min.                                                                                 |                 | 6 min. | Sędzia główny: Lou Marsh Sędziowie liniowi: Donald P. Sands |

| 8 lutego 1932 | Stany Zjednoczone | 5:0 | Polska | James B. Sheffield Olympic Skating Rink, Lake Placid |

| Godzina: 14:15 | Smith 6:42 Palmer 30:07 Palmer 40:57 Chase 43:53 Anderson 49:01 | (1:0, 1:0, 3:0) |  | Sędzia główny: Lou Marsh Sędziowie liniowi: Donald P. Sands |
| Godzina: 14:15 | 1 min.                                                          |                 |  | Sędzia główny: Lou Marsh Sędziowie liniowi: Donald P. Sands |

| 8 lutego 1932 | Kanada | 5:0 | Rzesza Niemiecka | Jack Shea Arena, Lake Placid |

| Godzina: 20:15 | Lindquist 2:44 Monson 4:52 Garbutt 22:44 Rivers 45:22 Duncanson 48:17 | (2:0, 1:0, 2:0) |  | Sędzia główny: Lou Marsh Sędziowie liniowi: Donald P. Sands |
| Godzina: 20:15 | 2 min.                                                                |                 |  | Sędzia główny: Lou Marsh Sędziowie liniowi: Donald P. Sands |

| 9 lutego 1932 | Kanada | 10:0 | Polska | James B. Sheffield Olympic Skating Rink, Lake Placid |

| Godzina: 14:15 | Monson 1:52 Simpson 6:03 Rivers 8:40 Monson 8:48 Malloy 14:12 Sutherland 31:11 Simpson 44:35 Hinkel 47:51 Moore 49:35 Wise 53:00 | (5:0, 1:0, 4:0) |  | Sędzia główny: Lou Marsh Sędziowie liniowi: Donald P. Sands |
| Godzina: 14:15 | | 2 min.          |  | Sędzia główny: Lou Marsh Sędziowie liniowi: Donald P. Sands |

| 10 lutego 1932 | Stany Zjednoczone | 8:0 | Rzesza Niemiecka | Jack Shea Arena, Lake Placid |

| Godzina: 14:15 | Chase 7:14 Palmer 14:13 Everett 27:27 Garrison 30:13 Bent 41:33 Bent 42:22 Palmer 46:35 Garrison 54:15 | (2:0, 2:0, 4:0) |  | Sędzia główny: Lou Marsh Sędziowie liniowi: Donald P. Sands |
| Godzina: 14:15 | | 1 min.          |  | Sędzia główny: Lou Marsh Sędziowie liniowi: Donald P. Sands |

| 13 lutego 1932 | Rzesza Niemiecka | 4:1 | Polska | Jack Shea Arena, Lake Placid |

| Godzina: 9:30 | Ball 5:57 Ball 33:08 Strobl 42:20 Ball 52:15 | (0:0, 2:1, 2:0) | 31:40 Al. Kowalski | Sędzia główny: Lou Marsh Sędziowie liniowi: Donald P. Sands |
| Godzina: 9:30 | 3 min.                                       |                 | 3 min.             | Sędzia główny: Lou Marsh Sędziowie liniowi: Donald P. Sands |

| 13 lutego 1932 | Kanada | 2:2 pd. | Stany Zjednoczone | Jack Shea Arena, Lake Placid |

| Godzina: 14:15 | Simpson 9:47 Rivers 14:10 | (1:1, 0:1, 1:0, 0:0) | 2:17 Everett 33:38 Palmer | Sędzia główny: Lou Marsh Sędziowie liniowi: Donald P. Sands |
| Godzina: 14:15 | 5 min.                    |                      | 4 min.                    | Sędzia główny: Lou Marsh Sędziowie liniowi: Donald P. Sands |

## Klasyfikacja końcowa
| Lp. | Zawodnik        | Bramki | Asysty | Punkty |
| --- | --------------- | ------ | ------ | ------ |
| 1.  | Winthrop Palmer | 8      | 3      | 11     |
| 2.  | Walter Monson   | 7      | 4      | 11     |
| 3.  | Vic Lindquist   | 3      | 6      | 9      |
| 4.  | Romeo Rivers    | 5      | 3      | 8      |
| 5.  | Harold Simpson  | 6      | 1      | 7      |

## Składy drużyn
| Lp. | Drużyna           | Zawodnicy |
| --- | ----------------- | --- |
| 1.  | Kanada            | Bramkarze: William Cockburn, Stanley Wagner Obrońcy: Hugh Sutherland, Roy Henkel, Clifford Crowley Napastnicy: Walter Monson, Vic Lundquist, Romeo Rivers, Harold Simpson, Normand Malloy, Aliston Wise, Albert Duncanson, George Garbutt, Kenneth Moore Trener: Jack Hughes    |
| 2.  | Stany Zjednoczone | Bramkarze: Franklin Farrel, Edward Frazier Obrońcy: John Garrison, Osborne Anderson, Joseph Fitzgerald, Gerald Hallock, Robert Livingston Napastnicy: Winthrop Palmer, John Bent, John Chase, Douglas Everett, John Cookman, Francis Nelson, Gordon Smith Trener: Ralph Windsor |
| 3.  | Rzesza Niemiecka  | Bramkarze: Walter Leinweber Obrońcy: Alfred Heinrich, Erich Römer Napastnicy: Rudi Ball, Erich Herker, Martin Schröttle, Gustav Jaenecke, Werner Korff, Marquart Slevogt, Georg Strobl Trener: Erich Römer (grający)                                                            |
| 4.  | Polska            | Bramkarze: Józef Stogowski, Tadeusz Sachs Obrońcy: Aleksander Kowalski, Albert Mauer, Kazimierz Sokołowski Napastnicy: Adam Kowalski, Witalis Ludwiczak, Włodzimierz Krygier, Czesław Marchewczyk, Kazimierz Materski, Roman Sabiński Trener: Tadeusz Sachs (grający)           |